# Muammer Gözalan
Mahmut Muammer Gözalan (* 1. Juli 1903 in Istanbul; † 2. Februar 1985 ebenda) war ein türkischer Schauspieler.

## Leben und Karriere
Gözalan wurde am 1. Juli 1903 in Istanbul geboren. Sein Debüt gab er 1932 in dem Film Bir Millet Uyanıyor. Im Laufe seiner Karriere wirkte Gözalan in zahlreichen Filmen mit, darunter Birakin Yaşayalim, Karaoğlan: Bizanslı Zorba, Jilet Kazım und Baba. Am 2. Februar 1985 starb Gözalan im Alter von 81 Jahren. Sein Leichnam wurde auf dem Zincirlikuyu-Friedhof in Istanbul beigesetzt.

## Filmografie (Auswahl)
- 1932: Bir Millet Uyanıyor
- 1954: Leylaklar Altında
- 1955: Hayatımı Mahveden Kadın
- 1962: Külhan Aşkı
- 1962: Rıfat Diye Biri
- 1963: Aşk Hırsızı
- 1963: Barut Fıçısı
- 1963: Bir Hizmetçi Kızın Hatıra Defteri
- 1963: Kahpe
- 1965: Elveda Sevgilim
- 1965: Fişek Necmi / Kasımpaşa'nın Belalısı
- 1966: Avare Kız
- 1966: Ay Yıldız Fedaileri
- 1966: Babam Katil Değildi
- 1966: Can Düşmanı
- 1967: Kadın Parmağı
- 1967: Kederli Günlerim
- 1967: Ölümsüz Kadın
- 1967: Samanyolu
- 1969: Ateşli Çingene
- 1969: Bana Derler Fosforlu
- 1969: Berduş
- 1970: Buğulu Gözler
- 1970: Ecel Teri
- 1970: Erkeklik Öldü mü Abiler
- 1970: Herkesin Sevgilisi
- 1970: Kader Ayırsa Bile
- 1971: Gelin Çiçeği
- 1971: Hayatım Senindir
- 1971: Herşeyim Sensin
- 1971: Mualla
- 1972: Asi Kalpler
- 1972: Evlat
- 1972: Falcı
- 1972: Kaderin Esiriyiz
- 1978: Rezil
- 1979: Minnoş
- 1979: Mücevher Hırsızları